# Omegle

Omegles logotyp.

Omegle var ett fritt och helt öppet chattforum på internet som tillät besökare över 18 år, tidigare 13 år, att kommunicera med främlingar utan registrering. Omegle tillhandahöll en tjänst som slumpvis parade ihop besökarna i privata chattsessioner, en så kallad stranger chat eller 1-on-1 chat. Forumet skapades av den då 18-åriga Leif K-Brooks i Brattleboro i Vermont, och hade premiär den 25 mars 2009. Inledningsvis var det fråga om textchatt, men något år efter starten lanserades videochatt.
Omegle tillhandahöll även en mobilapplikation med vilken besökare kunde chatta med främlingar via android, Iphone och Ipod Touch. Namnet "Omegle" är en sammansättning av omega och mingle (svenska: mingla). I början hade Omegle flera hundratusen användare om dagen.
Från den 6 januari 2016 annonserade Gary Johnson – en drogliberal politiker – på Omegle, med ett fotografi av sig själv bredvid slagorden "Peace, individual liberty, legal weed".. 
Den 8 november 2023 lades sidan ner på grund av missbruk och ekonomiska skäl.